# Richard-Wilhelm Haase
Richard-Wilhelm Haase (* 31. März 1895 in Allenstein; † nach 1950) war ein deutscher Politiker (CDU). Er war von 1946 bis 1950 Landtagsabgeordneter in Sachsen-Anhalt. 

## Leben
Haase war gelernter Verwaltungsfachmann. Von 1914 bis 1918 nahm er am Ersten Weltkrieg teil. Zur Zeit der Weimarer Republik gehörte Haase der Zentrumspartei an. Nach der Machtübernahme der Nationalsozialisten verlor er 1933 seine Stelle in der Verwaltung; später war er als Arbeiter tätig. Nach dem Zweiten Weltkrieg lebte er in Dessau, wo er Geschäftsführer der örtlichen CDU wurde. Haase setzte sich im Wahlkampf zur Landtagswahl in der Provinz Sachsen  gegen Enteignungen zugunsten des Staates ein, da dies einen zur Diktatur führenden Machtzuwachs des Staates bedeuten würde. Im Oktober 1946 wurde er in den Landtag von Sachsen-Anhalt gewählt; parallel dazu war er ab November 1947 besoldeter Stadtrat in Dessau. Haase leitete den Landtagsausschuss für Neuaufbau und Umsiedler; auch sonst setzte er sich für die Vertriebenen ein, indem er ihnen beispielsweise Sonderkontingente zuteilte.